# ガザラの戦い

1942年1月21日から6月21日までの、ロンメルが進撃したエル・アゲイラからエル・アラメインまでの地域

ガザラの戦い（ガザラのたたかい、英: Battle of Gazala）は、 第二次世界大戦中の北アフリカ戦線におけるリビアのトブルクをめぐり1942年5月26日から6月21日にかけて枢軸国軍と連合国軍との間で行われた戦闘である。
枢軸国軍の戦力はアフリカ装甲軍でドイツ軍とイタリア軍の部隊により構成され、砂漠のキツネと称されることとなった当時上級大将のエルヴィン・ロンメルが指揮をとった。対する連合国軍の戦力は、イギリス及びイギリス連邦諸国軍（以下「イギリス軍」と表記）を中心とする中東方面軍 (en) 総司令官クロード・オーキンレック大将の指揮下にニール・リッチー中将のイギリス第8軍(en)で、この双方による戦闘であった。ロンメルは連合国軍の築いたガザラから南方のビル・ハケイムまで伸びる防衛線正面への偽装攻撃を行いながら、装甲部隊を防衛線の南から迂回させ、その背後のイギリス軍装甲部隊を攻撃するために進出した。この攻撃は成功したかに見えたが、連合国軍の「ガザラ・ライン」の南端にあるビル・ハケイムでは、自由フランス軍の頑強な抵抗により物資の補給がままならなくなり、ロンメルの戦車部隊は燃料と弾薬が欠乏し、かえって不利な立場に置かれることになった。しかしながら、リッチーの第8軍はこの状況への対応が遅れ、ロンメルは「ガザラ・ライン」の中央、ビル・ハケイムの北方に補給路を開くため、西へ向かい戦力を集中して攻撃を加えた。戦闘は戦車を多く犠牲にしながらも枢軸国軍の勝利に終わった。しかし、その後の戦いにおいて重要な役割を果たすべき機甲部隊が損耗してしまい、エジプトへ退却した第8軍に決定的な打撃を与えることができなかった。このため、ロンメルの追撃は、エル・アラメイン手前で停止し、その後第一次エル・アラメインの戦いが始まることとなった。

## 背景

### エル・アゲイラからのロンメルの再度の進攻
1941年末のクルセーダー作戦の勝利に続き、イギリス第8軍は枢軸国軍をキレナイカから駆逐し、ロンメルが防衛拠点としたエル・アゲイラ (en) まで追いつめた。しかしながら、500 mi (800 km)を超えた進攻はイギリス軍の物資補給を困難にし、1942年1月にはさらに西方のトリポリタニアへの進攻に備え、前線の兵士を間引いて通信線の構築や物資の臨時集積場での作業に従事させる状況だった。一方、ロンメルは兵と戦車の増援を受けていて、1月21日には3縦隊の強力な装甲偵察部隊を送り出した。前線でイギリス軍の布陣に手薄な個所を発見し、すぐに偵察を攻撃に切り替えた。1月28日にはベンガジを奪還し、2月3日にはトミミ (en) に到達して、地中海岸の要塞化された港湾都市トブルクに圧力をかけた。

### 第8軍によるガザラ・ラインの構築
ガザラとトミミ（トブルクの西隣）の間にイギリス第8軍は反撃を行うに十分な戦力を集中した。これにより、2月4日にロンメルの進撃は停止した。ガザラ（トブルクの西(30 mi (48 km))の海岸から南へ50 mi (80 km)伸びたビル・ハケイムまでの間に前線が形成された。
イギリス軍はボックス陣地をガザラから南方に連ね、ボックス陣地間を間断なく哨戒し防衛を固めていた。自由フランス軍部隊はこの南端ビル・ハケイムに配備された。また、他のボックスも互いに異なった国の部隊が配備され、海岸から南へ防衛線を構築していた。

### 双方の準備

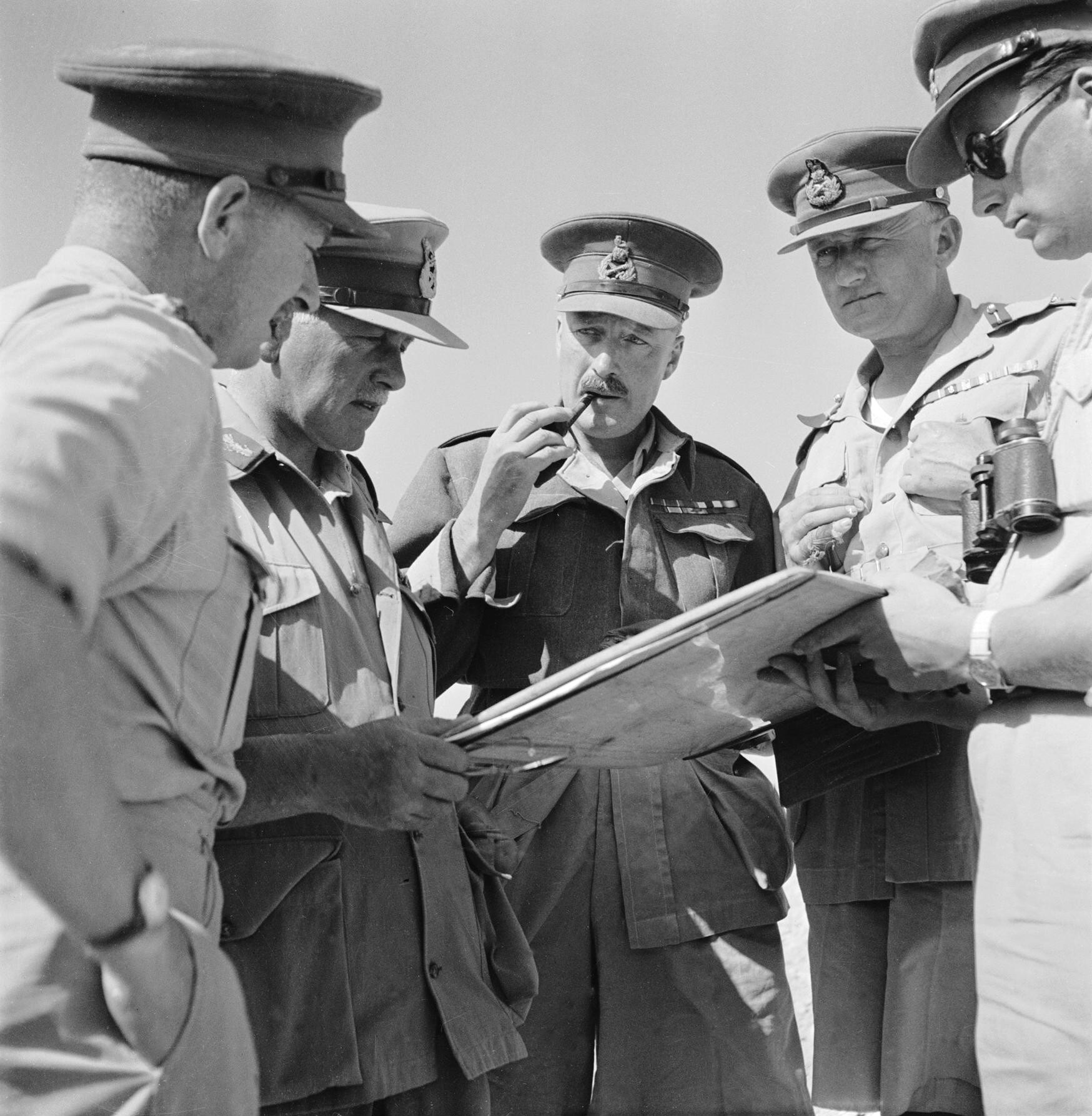
配下の指揮官たちに指示をしているリッチー:1942年5月31日

春の間、双方とも過去2年間で戦闘に勝利しながら補給の問題で決定的な勝利を逃し、砂漠を5回も振り子のように攻守入れ替わることになったため、兵站の構築と戦車を含む戦力の補充に専念した。
他にも戦闘の経験が生かされ、イギリス機甲師団はIV号戦車に対抗できる 75 mm砲を装備したM3グラント中戦車が配備され、またその支援部隊は枢軸国軍装甲部隊が優勢な地域であっても、戦闘中でも迅速な整備、修理が可能な体制に再編成された。また、歩兵部隊と砲兵部隊の間の連携についても再編成され、その間アーサー・テッダー (en) 中東空軍司令官は、陸軍と空軍の連携を密にし、敵戦闘機との交戦よりも戦闘中の地上部隊への支援を優先するよう砂漠空軍(en) に対し新たな指令を発した。一部の戦闘機（ホーカー ハリケーン）が爆撃機に改造され、砂漠空軍司令官アーサー・カニンガム(en) 空軍少将とその幕僚は陸軍との協力関係を密にするために、陸軍司令部へ移動した。
一方、ロンメルは速やかに兵站線を構築した。ロンメルはオーキンレックのイギリス第8軍の補給ルートがはるか喜望峰回りの14,000 mi (23,000 km)の航路で行われていることを知っていたので、枢軸国軍のイタリアから地中海経由で行われる補給ルートの利点を生かし、第8軍の準備が整う前に攻撃を開始することとした。5月下旬にはロンメルの準備が整った。これに対するガザラの防御布陣は、南アフリカ第1歩兵師団が海岸近くに、その南に第50（ノーサンブリア）歩兵師団、そして一番南の端ビル・ハケイムに自由フランス第1旅団が位置していた。イギリス第1及び第7機甲師団は防御陣地線の背後、トブルクとビル・ハケイムの中間で機動的に運用される反撃戦力として待機し、南アフリカ第2歩兵師団がトブルクの守備につき、インド第5歩兵師団（インド第4歩兵師団と交代に4月に到着した。）が予備戦力となった。

## ロンメルの計画
ロンメルのヴェネツィア作戦(en)は、枢軸国軍の装甲部隊を攻撃主力とし、ガザラから伸びる陣地線の側面を回って南端のボックス陣地ビル・ハケイムを南から迂回させ、イギリス軍を背後から攻撃しトブルク奪取を目指すというものであった。その布陣の最左翼イタリア第132アリエテ機甲師団 (en) はビル・ハケイムのボックス陣地を攻撃し、その間中央を進むドイツ第15、第21装甲師団がイギリス第8軍のガザラ陣地線の背後を北上してイギリス機甲師団を攻撃し、ガザラ・ラインのイギリス第13軍団を分断孤立させる計画だった。また、最右翼のドイツ第90軽アフリカ師団戦闘団 (en) は、ガザラからの物資供給の拠点となっているトブルク南方のエル・アデム (El Adem) を攻撃し、砂塵生成機（トラックに航空エンジンとプロペラをとりつけたもの）によりトブルク攻撃の強力な装甲部隊の援軍にみせかけイギリス軍を引き付けることとした。
その間、イタリア第20自動車化軍団の他の半分のうち、イタリア第101自動車化歩兵師団トリエステは、シディ・ムフタ陣地近くビル・ハケイム陣地北方の地雷原を切り開き、装甲部隊への補給ルートを開くことを目的とした。ロンメルは夕刻にはイギリス装甲部隊に対処し、エル・アデム、エル・デュダ及びシディ・レゼーグ、さらにはビル・ハケイム北東25 mi (40 km)のナイツブリッジも占領できると予想していた。さらにその翌日には装甲部隊を西に向け、ガザラからアレム・ハムザ (Alem Hamza) 間のイギリス第8軍の防御陣地を攻撃し、西から攻撃して来るイタリア第10及び第21軍団と合流する計画だった。

## 戦闘

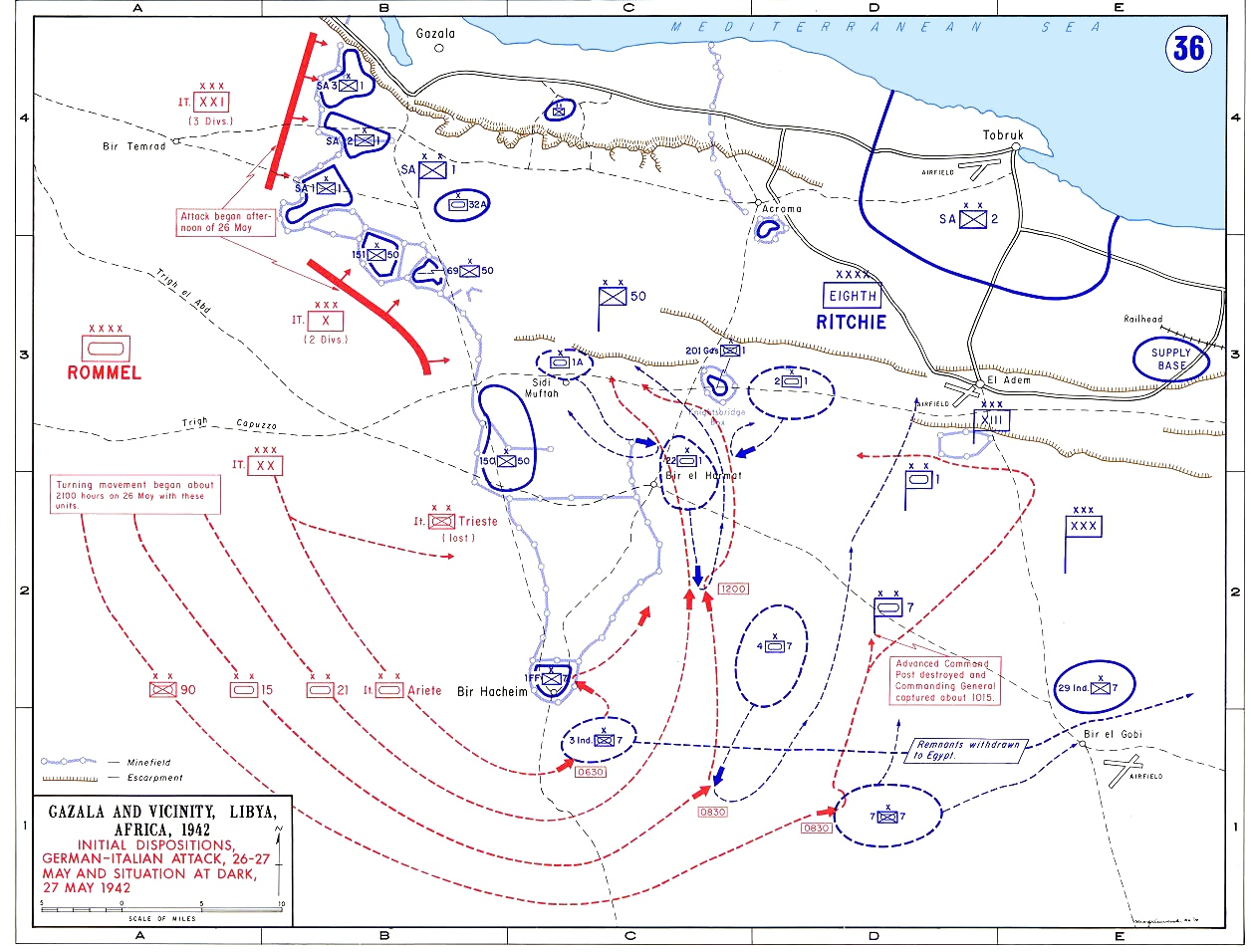
ロンメルの攻撃

### ロンメルの迂回攻撃
5月26日14:00重砲の集中的な砲撃とともに、イタリア第10及び第21軍団は連合国軍のガザラ前面の防御陣地に攻撃を開始した。すべての枢軸国軍部隊がこの攻撃に参加したと見せかけるために、ドイツアフリカ軍団及びイタリア第20自動車化軍団の一部の小部隊をこの攻撃に参加させた。この陽動作戦はさらに自動車化部隊が増強され、攻撃地点へ向け北に移動した。しかし、その夕刻から夜陰にまぎれて、すべての装甲及び自動車化部隊はガザラ・ラインの南端の攻撃開始地点に集結した。5月27日の早朝、ロンメルは彼自身の指揮するアフリカ装甲軍―ドイツアフリカ軍団、イタリア第20自動車化軍団、そしてドイツ第90軽師団―を率いて、連合国軍の側面や後方までも地雷原で防御されていると確信されていた防衛線を、側面から南端を迂回するというリスクのある攻撃を開始した。
ロンメルの作戦計画はビル・ハケイムで目論見とは違ってくることとなった。イタリア第20軍団のアリエテ、トリエステの両師団とドイツ第21装甲師団の一部部隊は、ビル・ハケイム南東約 4 mi (6.4 km) の地点を通過する前に、イギリス第7機甲師団インド第3自動車化旅団の激しい砲火を交えた抵抗により大きな損害を出し、3時間足止めされた。マリー・ピエール・ケーニグ(en)指揮下の自由フランス第1旅団が守備していたビル・ハケイムのボックス陣地では、ビル・ハケイム攻略を目指したアリエテ師団が、自由フランス軍が使用した75mm 砲などによる攻撃で大きな損害を出して攻略に失敗してしまった。このため、ビル・ハケイムの存在はロンメルが想定していたよりも重大な問題であったことがはっきりした（ビル・ハケイムの戦いを参照）。
その東側を進んだドイツ第15装甲師団は、布陣の南側に位置していた、いずれもイギリス第7機甲師団に属する、インド第3、イギリス第7自動車化旅団を救援するよう司令された第4機甲旅団と交戦し、兵員に多くの死傷者を出しただけでなく装備に損害を出し、砲の射程が長く、威力の大きいM3グラント中戦車が配備されていたことに驚かされた。この交戦の結果、イギリス第4機甲旅団はエル・アデム方向へ撤退し、エル・アデムの東、ベルハメド (Belhamed) 補給基地で一晩過ごした。
昼近くには、枢軸国軍の装甲部隊はさらに25 mi (40 km)北上し、正午にはイギリス第1機甲師団と接触、激しい戦闘となり、双方に多くの損害を出し、枢軸国軍の勢いが鈍ってきた。
枢軸国軍の最右翼を進んだドイツ第90軽師団は、イギリス第7自動車化旅団とレトマ(Retma) で交戦し、第7自動車化旅団はビル・エル・グビ (Bir el Gubi) へ退却した。第90軽師団は午前中の半ばには再び前進を開始し、ビル・ベウィド (Bir Beuid) 付近でイギリス第7機甲師団司令部と遭遇し、これを蹴散らし、師団長のフランク・メサーヴィーを含む司令部の将校を捕虜としたが、メサーヴィーは従兵のふりをして脱出することができた。しかし、この事態により第7師団はこの後2日間有効な指揮を受けることができなかった。
第90軽師団は計画どおり午前中の半ばにエル・アデム付近に到達し、多くの補給拠点を捕獲した。連合国軍の反応は遅かったものの、午後には激しい戦闘となった。しかし、イギリス第4機甲旅団がエル・アデムに派遣された次の日には、第90軽師団は南西方向へ駆り立てられた。
戦車戦は3日間続き、ビル・ハケイムは抵抗を続け、アフリカ装甲軍は南のビル・ハケイム、北のトブルクの間、西に連合国軍が敷設した広い地雷原の「大釜」と呼ばれる地域に閉じ込められ、ここで北と東から連合国軍の機甲部隊から攻撃を受けることとなった。5月31日の夕刻までにはロンメルの補給物資は絶望的な状況となっていた。その間、ドイツ軍の背後を守る任務のアリエテ戦車師団は、5月29日及び6月第1週の間イギリス機甲旅団の攻撃を何度も退けた。

この行動をドイツ側からは:
フランス軍部隊に対する我々の攻撃に、イギリス軍は驚くほど冷静だった。6月2日にアリエテ師団が単独で行った攻撃に対し、フランス軍部隊は頑強に抵抗した。けれども、ドイツ第21装甲師団の反撃によりようやく掃討された。

### アフリカ装甲軍が「大釜陣地」を形成し戦いの主導権を握る
大規模な地雷原とイギリス軍の頑強な抵抗、さらには補給物資も途切れ、ロンメルは罠にはまったような危機的な状況にあった。しかし、5月29日の早い時間に、補給物資を積んだ車両がイタリア軍のトリエステ、アリエテ両師団に守られながら激しい砲火の下をビル・ハケイムの北の地雷原を突破し、包囲されていた枢軸国軍へ補給物資を届け、ロンメルは冷静さを取り戻すことができた。5月30日には、ロンメルは地雷原の東側の現在位置を橋頭堡とするために、イタリア第10軍団が地雷原の西側から補給路を通す動きと連動し、これまでとは逆方向の西に向かって攻撃を開始した。次の2日間にわたり行われた西への攻撃により、シディ・ムフタハ (Sidi Muftah) のボックス陣地にあったイギリス第50（ノーサンブリア）歩兵師団の第150歩兵旅団を撃破し、地雷原に2本の作戦開始地点と直接結ぶ通路を通し、連合国軍の戦線を2分した。
6月1日の夜、ロンメルは第90軽師団及びトリエステ師団を攻撃部隊として、南方の物資補給路の障害となっているビル・ハケイムに対する攻撃を再開した。再度の攻撃は失敗し、ビル・ハケイムの自由フランス第1旅団はさらに10日間も戦闘を続け持ちこたえた。
ロンメルの兵站の状況が絶望的であったことを知らずに、ドイツ軍装甲部隊の受けた損害を過度に楽観的な情報を基にして評価し、中東方面軍総司令官オーキンレックは第8軍司令官のリッチーに対し、ドイツ軍装甲部隊が存在していない海岸線に沿ってトミミ、メキリ (Mechili) 間を突破する反攻を行うよう強く促した。しかし、リッチーはトブルクが危険にさらされることを懸念し、エル・アデムの陣地に援軍を送り込み地雷原にできた通路に対抗する防御のためのボックス陣地を築くことに集中していた。
6月5日、イギリス第8軍はようやく反撃を開始したものの、ドイツ軍に準備日数を与えてしまっており、また戦線の北側イギリス第13軍団でも何の進展も無かった。イギリス第7機甲師団及びインド第5歩兵師団のドイツ軍大釜陣地の東側面への攻撃は6月5日 02:50 に開始され、計画の初期目標である比較的安全な歩兵部隊の予備的な攻撃は順調に進んだ。しかし、さらに西側の枢軸国軍主力の防御陣地に対する第22機甲旅団の攻撃は激しい砲撃に遭い前進が阻まれた。
夜明けには第32陸軍戦車旅団が北から攻撃に加わったものの、また激しい砲撃の中に突入することになり、これにより70輌の戦車のうち50輌に損害を出してしまった。
6月5日の早い時間に、ロンメルは東側へアリエテ師団と第21装甲師団を攻撃に当たらせ、北のナイツブリッジのボックス陣地に対し第15装甲師団の一部部隊を攻撃に向かわせることとした。ドイツ軍の東へ向けた攻撃を受けたビル・エル・ハルマト (Bir el Harmat) にはイギリス軍2個師団の戦術司令部とインド第9、第10歩兵旅団の司令部及びその他の小部隊が散在していた。イギリス第22機甲旅団は156輌の戦車のうち60輌を喪失し、さらにドイツ第15装甲師団の攻撃を受け戦場から撤退した。連合国軍の攻撃部隊のうち、3個インド歩兵大隊、1個偵察連隊及び4個砲兵連隊が大釜地区にとり残された。機甲部隊の支援を受けられなくなったこれらの部隊は、6月6日圧倒的な攻撃に直面し、一つずつ殲滅されていった。
ロンメルは主導権を握り続け、大釜陣地を強化し、多くの敵の防衛拠点に攻撃を行った。6月6日から8日の間、ビル・ハケイムに対し一斉に攻撃を開始し、その防御陣地は縮小したものの、フランス軍守備隊は抵抗を続けその正確な砲撃によりドイツ軍に多くの損害を与え、第7自動車化旅団及びインド第29歩兵旅団の部隊の支援を受け敵の連絡を妨害し続けた。枢軸国軍はさらに戦闘部隊を増強し、6月9日に再び攻撃を開始し、6月10日ついに防御陣地深くに突入した。この時点で自由フランス軍陣地は守りきれなくなってきており、リッチーは彼らに夕方には撤退するよう命令した。囲まれてはいたものの、ケーニグ将軍は枢軸国軍の配備に撤退できる隙間を発見し、第7自動車化旅団から約5マイル (8.0 km)西の輸送のための集結地点へ逃れた。元の守備隊員 3,600名のうち負傷者 200名を含む約 2,700名がビル・ハケイムから脱出した。6月11日に第90軽師団が占領したときには、500名の自由フランス軍将兵が捕虜となり、その多くは移動に耐えない負傷者だった。

### イギリス軍機甲部隊の大敗
- ロンメルの大釜陣地からの包囲突破とイギリス軍の退却 概要図

6月11日にロンメルは第15装甲師団と第90軽師団をエル・アデムに向け侵攻させ、6月12日にはイギリス第201近衛自動車化旅団をナイツブリッジのボックス陣地からトブルク周辺地域へと撤退させた。6月12日、インド第29歩兵旅団はエル・アデムへの攻撃を撃退したが、その左側（枢軸国軍から見て）のイギリス第2、第4機甲旅団はドイツ第15装甲師団の攻撃により4マイル (6.4 km)後退させられ、戦場に損害を受けた戦車を放置したままとなり回収することもできなかった。6月13日、ドイツ第21装甲師団は西から攻撃に加わり、イギリス第22機甲旅団と交戦した。ここで再びドイツアフリカ軍団は、攻撃兵器の戦車と対戦車砲の組み合わせによる優れた戦術を示すこととなった。また、ロンメルは連合国軍の無線通信を傍受して入手した情報により、支援を要請している部隊へ向けてより広範囲にすばやく装甲部隊を差し向けた。その日の終わりまでには、イギリス軍戦車の戦力を300輌から70輌近くまで大きく減らし、トブルクのみならずガザラ・ラインの第13軍団の部隊も分断して、ドイツアフリカ軍団は戦線を支配し続け、大きな脅威となっていた。6月13日の終わりまでには、ナイツブリッジの陣地はほぼ包囲され、その夜遅くに近衛旅団は陣地を放棄し撤退した。これらの一連の敗戦のために、6月13日はイギリス第8軍全体に「暗黒の土曜日」として知られることとなった。

### イギリス第8軍のガザラ・ラインからの撤退
6月14日、オーキンレックはリッチーのガザラ・ラインからの撤退を承認した。エル・アデムとそれに隣接した2箇所のボックス陣地の守備隊が固く守っていたため、南アフリカ第1歩兵師団は海岸沿いのバルビア街道をほぼ無傷で撤退できた。しかし、バルビア街道は2個師団が通過するということができなかったため、第50（ノーサンブリア）歩兵師団所属の2個旅団は別の道を探さなければならなかった。この2個旅団は、枢軸国軍装甲部隊のために、直接東へ向かって退却するわけにはいかなかった。その代わりに、南西方向のイタリア第10軍団、ブレシア及びパヴィア両師団のラインに向かい突破を図って攻撃を行い、さらに南へ向かって砂漠地帯へ出て方向を東に変え、イギリス軍の支配する地域（マッダレーナ）へ逃れた。
オーキンレックは、ロンドンが強固な防衛点であるエジプト- リビア国境周辺地区へのイギリス軍の撤退を望んでいないとはっきり分かっていた。このため、6月14日にリッチーに対しオーキンレックはアクロマ（Acroma : トブルクの西）から 南東へエル・アデムを通り、ビル・エル・グビまでの線を維持するよう命令した。しかし、6月15日の夕方には650高地の防衛拠点は攻撃を受け、6月16日には187高地の守備隊は物資補給ができなくなり撤退せざるを得なくなった。その日、一日中エル・アデム及びシディ・レゼーグのボックス陣地守備隊は、ドイツアフリカ軍団の強い圧力を受け続けた。6月17日ついに両陣地の守備隊が撤退し、これによりトブルクの包囲を防ぐ機会は失われてしまった。
リッチーはイギリス第8軍に対し前線の約 100 mi (160 km) 東メルサ・マトルー (Mersa Matruh) の防衛拠点に撤退するよう命令し、トブルクの残置部隊には敵の攻撃を持ちこたえて、1941年の時のように枢軸国軍の連絡を妨害するよう命令した。

### トブルクの陥落
イギリス第13軍団司令官ゴットは南アフリカ第2歩兵師団長クロッパーをトブルク守備隊司令官に任命した。トブルクの戦力には南アフリカ師団の2個旅団に加えて、第201近衛自動車化旅団、インド第11歩兵旅団、第32陸軍戦車旅団及び第4対空旅団が隷下となった。トブルクは以前の1941年12月のクルセーダー作戦により解放される前の9箇月間枢軸国軍の包囲に耐えていたが、今回はトブルク守備隊への兵站維持についてイギリス海軍の保証を取り付けることができなかった。連合国の指導者たちは、備蓄の状況から2箇月は持ちこたえられるものと期待していた。しかし、オーキンレックはトブルクの防衛は必ずしも重要なものではないものと見ていて、既にニール・リッチーに対し犠牲を出してまで守り続けるつもりはないと語っていた。さらに、一般的に知られていたことで、1942年2月のカイロでの陸、海、空三軍の司令官の合意では、トブルクに前と同じような包囲を耐えさせるようであってはならないとされた。これにより、ガザラ付近の地域を攻撃（枢軸国軍による先制攻撃）に対する強力な防御陣地が構築され、トブルクの防御は最強の状態に整備されてはいなかったものとみられた。

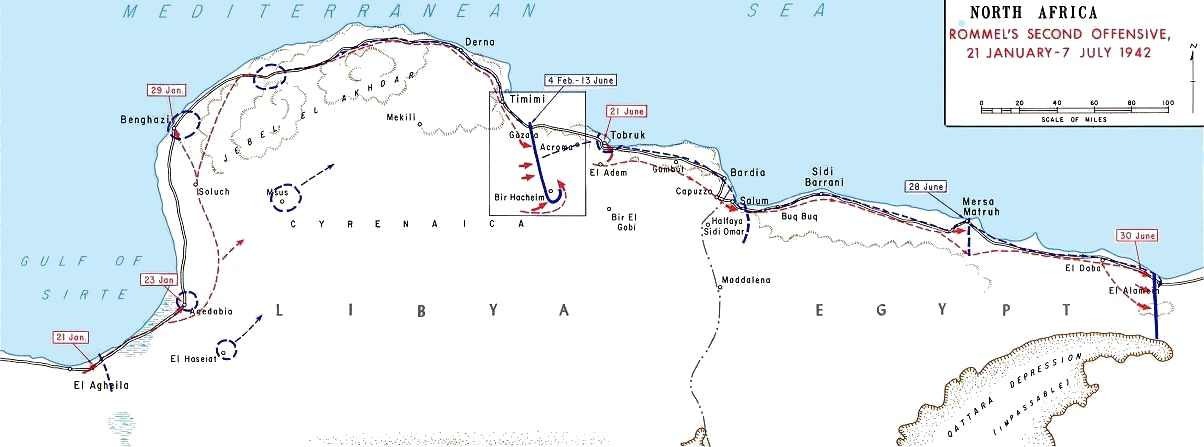
1942年1月21日から7月7日までの北アフリカにおけるロンメルの第二次攻勢

わずか7日後の1942年6月21日、35,000名の連合国軍（南アフリカ第2師団の全部を含む）将兵は30,000名のエネア・ナヴァリーニ将軍に降伏し、これはその後の公平に扱われた正式な法廷においても不明瞭で矛盾している行動とされた。枢軸国軍のトブルク攻略は、数か月前に起きた日本軍3個師団により80,000名ものイギリス連邦軍が捕虜となったシンガポール陥落の繰り返しであった。

## 結果とその後
ロンメルはトブルク攻略の直後に元帥に昇進した。これとは対照的に、ガザラの敗北とトブルク陥落からオーキンレックが直接イギリス第8軍を指揮することとなって、リッチーは第8軍司令官を解任された。
トブルク攻略の後、アフリカ装甲軍はエジプトへ向け進撃を開始した。オーキンレックはロンメルと直接対決することを避け、比較的小規模ながら強力な部隊で執拗に攻撃を繰り返し、時間を稼いだ。オーキンレックは、メルサ・マトルーの防衛拠点の側面が南の砂漠方向に開けていて、ロンメルがガザラで行ったような迂回包囲を避けるため、ここを放棄することとした。オーキンレックは100マイル (160 km)あるいはそれ以上東のカッターラ低地の斜面が険しい地形になっているため防御陣地の南側を装甲部隊が迂回攻撃を行うことを不可能にすることから、エル・アラメイン付近に撤退し防御陣地を築くこととしたものである。
ガザラの戦いに勝利したにもかかわらず、枢軸国軍の装甲部隊の損失は取り返しのつかないものだった。戦いで受けた損傷による装甲師団の弱体化は、ドイツアフリカ軍団の戦闘力を著しく低下させた。この結果、ロンメルはガザラ、トブルクでの勝利を生かすことができなかった。一方、イギリス軍はアメリカ合衆国製の戦車の大量補強により、その後の北アフリカ戦線における数的優位を確実にした。
ロンメルは、6月30日から7月1日にかけての第一次エル・アラメインの会戦において、イギリス軍のエル・アラメインの防衛線に数次にわたり攻撃を行ったものの、撃退されてしまった。ここで、オーキンレックが枢軸国軍の進撃を食い止めることに成功したにもかかわらず、チャーチルは彼に対する信頼をなくしていた。彼は軍司令官としてはかなりの才能を見せたものの、部下の人事に関しては、苦手であり不運であった。実際、彼は師団規模の指揮の経験しかないニール・リッチーに期待を寄せ、軍司令官とした。また、第8軍のうちで一番機甲部隊の指揮経験があったゴットを第7機甲師団長から歩兵部隊が主力の第13軍団司令官とし、さらには歩兵と騎兵の指揮経験しかないフランク・メサーヴィーを第7機甲師団長とした人事が挙げられる。
ロンメルはこの会戦の後、枢軸国軍の状況が容易ならないものと知った。ロンメルは7月4日の日記に「我軍は疲れ果てている。」と記している。7月5日には、ロンメルは状況は危機的であると記した。7月17日には、「敵は特に歩兵が優勢であり、その後イタリア軍部隊を飲み込んでしまった。ドイツ軍は自身を守るにしてもとても弱く、泣きたくなるようだ！」と述べている。8月にチャーチルは、オーキンレックの任務の第8軍司令官を第13軍団司令官のウィリアム・ゴット中将に代え、中東方面軍総司令官の職についてもハロルド・アレキサンダー大将に代えた。しかし、ゴットは彼の乗っていた飛行機が攻撃を受け死亡し、その代わりにバーナード・モントゴメリーが第8軍司令官に任命された。
1942年9月13から14日にかけての夜に、トブルクへの襲撃作戦（アグリーメント作戦）が実施された。イギリス軍部隊はまる1日イギリス軍捕虜16,000名の多くが残っていたトブルクにとどまった。作戦の想定では、防衛にあたっているイタリア軍は大きな抵抗を示さないと見られていた。襲撃部隊はイタリア軍海岸砲台による激しい砲撃に直面し、駆逐艦シークは沈められ、また守備にあたっていたイタリア軍サン・マルコ海兵大隊の激しい抵抗を受けた。襲撃部隊の抵抗は失敗し撤退をしたが、ドイツ空軍のユンカース Ju88 により軽巡洋艦コヴェントリー (en) が沈められ、また駆逐艦ズールーもイタリア空軍のMC.200の攻撃を受け沈められた。このアグリーメント作戦中にイギリス海軍将兵280名、海兵隊員300名及び陸軍兵160名が戦死、負傷または捕虜となった。

## 戦闘序列

### 連合国軍
中東方面軍 (en) （クロード・オーキンレック）
第8軍 (en) （ニール・リッチー）
第13軍団 (en) （ウィリアム・ゴット (en)）
- 南アフリカ第1歩兵師団 (en) （ダン・ピーナー (en)）
  - 南アフリカ第1歩兵旅団戦闘団
  - 南アフリカ第2歩兵旅団戦闘団
  - 南アフリカ第3歩兵旅団戦闘団
- 南アフリカ第2歩兵師団 (en) （ヘンドリック・クロッパー (en) （トブルク守備隊）
  - 南アフリカ第4歩兵旅団戦闘団
  - 南アフリカ第6歩兵旅団戦闘団
  - インド第9歩兵旅団戦闘団 (en) （バーナード・フレッチャー (en)） （6月上旬にインド第5歩兵師団から「大釜」の第7装甲師団へ移動）
  - インド第11歩兵旅団 (en) （アンドリュー・アンダーソン (en)） （軍予備からインド第9歩兵旅団と交代）
- 第50（ノーサンブリア）歩兵師団 (en) （ウィリアム・ラムスデン (en)）
  - 第150歩兵旅団戦闘団 (en) （ハイドン）
  - 第151歩兵旅団戦闘団 (en （ニコルス）
  - 第69歩兵旅団戦闘団 (en) （ハッサル）
- ポーランド独立カルパチアライフル旅団 (en) （スタニスワフ・コパンスキ）
- 第1陸軍戦車旅団 (en)[* 9] （オキャロル）
- 第32陸軍戦車旅団 (en) （ウィルソン）

第30軍団 (en) （ウィロビー・ノリー (en)
- 第1機甲師団 (en) （ハーバート・ラムスデン (en)）
  - 第2機甲旅団戦闘団 (en) （R. ブリッグス）
  - 第22機甲旅団戦闘団 (en) （カー）
  - 第201近衛自動車化旅団 (en) （6月17日までジョン・マリオット (en) 後に G.F. ジョンソンに交代）
- 第7機甲師団 (en) （フランク・メサーヴィー (en)）
  - 第4機甲旅団戦闘団 (en) （ゲートハウス）
  - 第7自動車化旅団戦闘団 (en) （レントン）
  - インド第3自動車化旅団戦闘団 (en) （フィロス）
  - インド第29歩兵旅団戦闘団 (en) （デニーズ・ライド (en)）（インド第5歩兵師団から）
  - 自由フランス第1旅団戦闘団 (en) （マリー・ピエール・ケーニング (en) （ビル・ハケイム防衛戦では、第7機甲師団指揮下となった[36]。）

軍予備
- インド第5歩兵師団 (en) （ハロルド・ブリッグス (en)）
  - インド第10歩兵旅団 (en) （チャールズ・バウチャー (en)）
  - 自由フランス第2旅団戦闘団
- インド第10歩兵師団 (en) （トーマス・リース(en)） （イラクから）
  - インド第20歩兵旅団 (en) （マクレガー）
  - インド第21歩兵旅団 (en) （パーヴィス）
  - インド第25歩兵旅団 (en) （ロナルド・マウンテン (en)）
- インド第11歩兵旅団 (en) （アンドリュー・アンダーソン (en)） （インド第4歩兵師団から）
- インド第5歩兵旅団 (en) （6月中旬から（ラッセル (en)）（インド第4歩兵師団から）

### 枢軸国軍
アフリカ装甲軍 (en) （エルヴィン・ロンメル）
- ドイツアフリカ軍団 (en) （ヴァルター・ネーリング）
  - 第15装甲師団 (en) （フェルスト (en) – 5月29日に負傷[69]）
  - 第21装甲師団 (en) （ビスマルク）
  - 第90軽師団 (en) （クレーマン (en)）
- イタリア第20自動車化軍団 (en)
  - 第132アリエテ戦車師団 (en)
  - 第101トリエステ自動車化師団 (en)

クリューヴェル集団 （ルートヴィッヒ・クリューヴェル）
- イタリア第10軍団
  - 第60サブラタ歩兵師団 (en)
  - 第102トレント自動車化師団 (en)
- イタリア第21軍団
  - 第17パヴィア歩兵師団 (en)
  - 第27ブレシア自動車化歩兵師団 (en)
  - ドイツ第155狙撃兵連隊（第90軽師団から付属された）